# Harry Saner
Harry Saner, född 18 september 2000, är en sydafrikansk fäktare som tävlar i värja.

## Karriär
Vid olympiska sommarspelen 2024 i Paris blev Saner utslagen i 32-delsfinalen i värja av kazakiske Vadim Sjarlaimov.